# Onthophagus giraffa
Onthophagus giraffa är en skalbaggsart som beskrevs av Hausmann 1807. Onthophagus giraffa ingår i släktet Onthophagus och familjen bladhorningar. Inga underarter finns listade i Catalogue of Life.